# Premier Mine

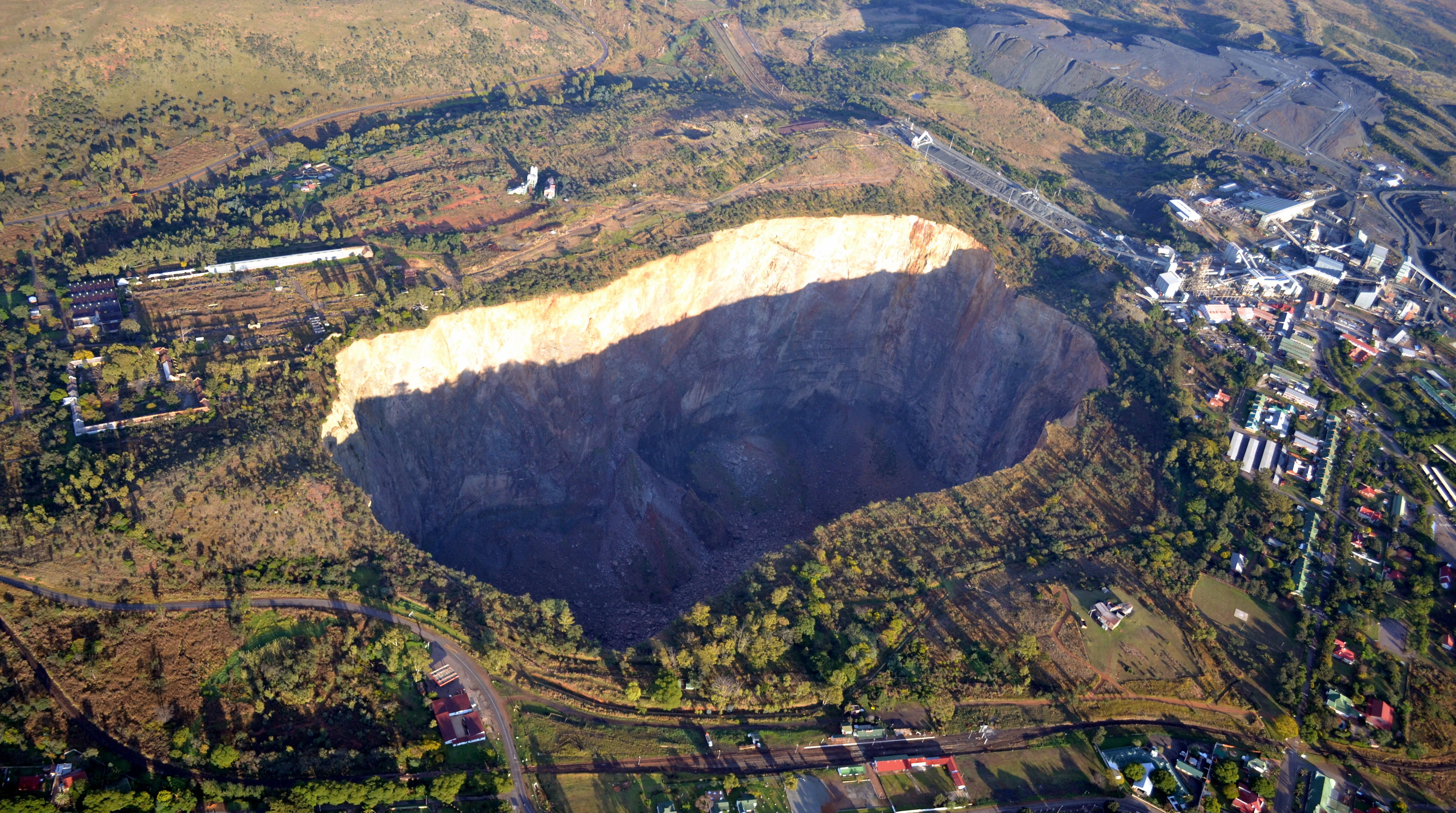
Dagbrottet Premier Mine

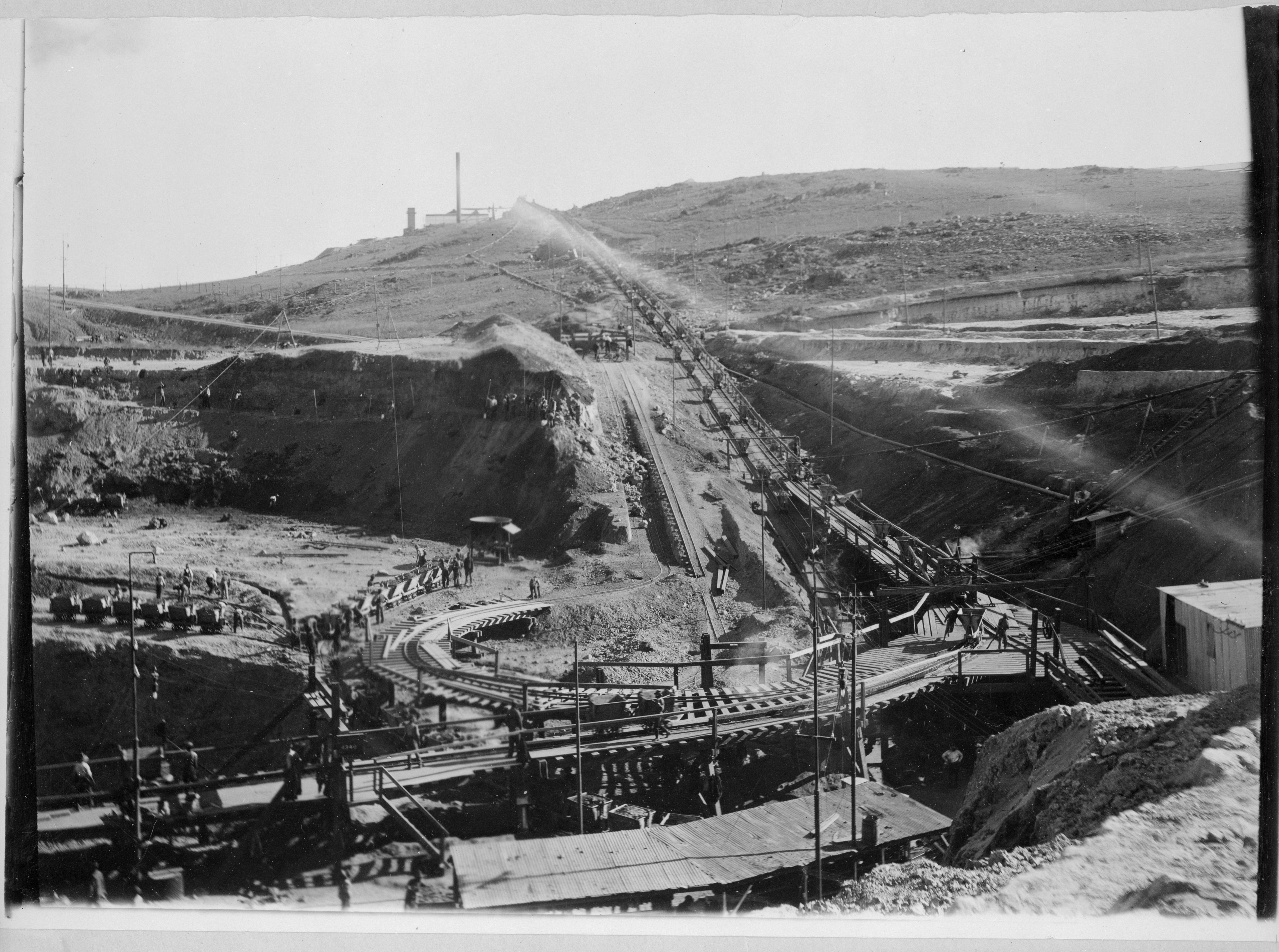
Premier Diamond Mine, foto taget mellan 1890 och 1923.

Premier Mine, även Cullinan Diamond Mine, är en diamantgruva i Cullinan i provinsen Gauteng i Sydafrika.
Gruvan ägs sedan 2009 av företaget Petra Diamonds som köpte den av diamantföretaget De Beers.
Dagbrottet är en kilometer långt och 400 meter brett och 190 meter djupt. Det ligger i en vulkankrater med en vertikalt stående, morotsformad intrusion, så kallad "pipe", av kimberlit med insprängda diamanter.
År 1871 började man att bryta diamanter i området och 1903 öppnade gruvan som främst är känd för sina blåa diamanter och de rekordstora diamanterna Golden Jubilee och Cullinan. Diamanter motsvarande mer än 200 miljoner carat bedöms vara brytvärda.